# 管文蔚
管文蔚（1903年—1993年），男，江苏丹阳人，中国军事人物、政治人物，新四军将领。

## 生平
管文蔚是江苏省丹阳县建山乡人。1926年加入中国共产党，并在无锡发动组织学运，随后领导丹阳秋收暴动，此后被逮捕。抗日战争爆发后出狱。1937年10月，管文蔚和两个弟弟管文彬、管文昭在倪山村成立倪山抗日自卫队。1937年12月，管文蔚在访仙镇召开了丹阳县抗日自卫总团首次筹备会议，决定迅速建立丹阳抗日自卫队总团。1938年2月，江南抗日自卫总团在后册村成立，管文蔚任总团长，政治处副主任管文照，辖丹阳、镇江、武进、扬中4县80多个乡的自卫武装，共3000多人。
1938年6月，陈毅、张鼎臣率领新四军第一、二支队一部从皖南挺进江南敌后。项英对陈毅交代："去江南找一个叫祝同的人，他是大革命时期的老党员，会帮助你们打开局面的。"1938年7月上旬，新四军第一支队司令员陈毅在延陵附近约见管文蔚，又派第1支队政治部主任刘炎前去视察，在访仙桥裴家祠堂授予丹阳游击纵队的番号，管文蔚任司令员，韦永义任政治处主任。新四军先后派张震东、郭猛、魏天禄、贺敏学、龙树林、陈时夫、吉洛等20多名干部到管部工作。1938年9月，改番号为新四军挺进纵队，对外称江南抗日义勇军挺进纵队，司令员管文蔚，参谋长张震东，政治部主任郭猛/龙树林，副参谋长管文昭。所属部队编为4个支队：
- 第1支队司令员张震东(兼)，
- 第2支队司令员方钧/管文昭，
- 第3支队司令员韦永义。1938年底，以“挺纵”特务连、卫生队和夏贡家、童家桥等地的大队武装扩编为第三支队。
- 第4支队司令员梅嘉生。

1939年10月，江抗（江南抗日义勇军东路指挥部）主力西撤扬中，在扬中八字桥镇与挺进纵队合编：司令员管文蔚，副司令员聂扬，参谋长张开荆/张藩，政治部主任陈时夫/吉洛，副主任陈同生。共3600余人。
- 第1团(江抗第2路)，团长乔信明，政治委员刘先胜
- 第2团(江抗第3路)，团长徐绪奎，政治委员何克希
- 第3团(挺进纵队第1、第4支队合编)，团长梅嘉生
- 第4团(挺进纵队第2、第3支队合编)，团长韦永义/邱玉权

合编后挺进纵队第2团留在江南丹北、茅山一带坚持斗争，其余部队北渡长江，开展泰州、扬州新区。1940年2月月，梅嘉生、张震东率领第3团2个营西进天长、六合、仪征地区，与苏皖支队合编。1940年6月，郭村保卫战胜利。1940年7月，新四军江南指挥部率主力北渡长江，改称新四军苏北指挥部，挺进纵队改编为苏北指挥部第1纵队，司令员叶飞。
后历任苏北行政委员会主任兼东台城防指挥部司令员等职位。第二次国共内战期间，担任华中野战军七纵司令员、华东野战军十一纵司令员、苏北军区司令员等。
中华人民共和国成立后，担任苏南军区司令员、苏南行政公署主任等职位。1952年11月，江苏省人民政府筹建时，他为三位副主席之一。文化大革命期间受到迫害，此后平反。